# Cantonul Bagnolet
Cantonul Bagnolet este un canton din arondismentul Bobigny, departamentul Seine-Saint-Denis, regiunea Île-de-France, Franța.

## Comune
| Comune   | Populație (1999) | Cod poștal | Cod INSEE |
| -------- | ---------------- | ---------- | --------- |
| Bagnolet | 34.920           | 93170      | 93006     |